# Przedmoście (powiat głogowski)
Przedmoście – wieś w Polsce położona w województwie dolnośląskim, w powiecie głogowskim, w gminie Głogów.

## Położenie
Przedmoście leży na równinie Grębocickiej około 8 km na południowy wschód od centrum Głogowa. Obok wioski przepływają dwie rzeki: Rudna i Czarna. W suchych porach obie rzeki są spokojne, ale przy większej ilości opadów deszczu zagrażają okolicznym polom (zabudowania są oddalone od rzek i położone nieco wyżej). Na zachód od wsi wznoszą się niewysokie wzgórza. Od południa wieś graniczy z gminą Grębocice (Powiat Polkowice).

## Nazwa
Według niemieckiego językoznawcy Heinricha Adamy’ego nazwa miejscowości pochodzi od polskiej nazwy "przedmościa" rodzaju fortyfikacji. W swoim dziele o nazwach miejscowych na Śląsku wydanym w 1888 roku we Wrocławiu jako najstarszą zanotowaną nazwę miejscowości wymienia Przedmost podając jej znaczenie "Borderste Brucke" czyli po polsku "Przedmoście". Niemcy zgermanizowali nazwę na Priedemost w wyniku czego utraciła ona swoje pierwotne znaczenie.
W 1295 w kronice łacińskiej Liber fundationis episcopatus Vratislaviensis (pol."Księdze uposażeń biskupstwa wrocławskiego") miejscowość wymieniona jest w zlatynizowanej formie Prsedmoscze.

## Historia
Wieś założona została pod koniec XI wieku. O jej historycznym rodowodzie świadczy zachowane grodzisko z IX wieku położone nieopodal wsi.
W latach 1975–1998 należała administracyjnie do województwa legnickiego.

## Zabytki
Do wojewódzkiego rejestru zabytków wpisane są obiekty:
- cmentarz ewangelicki, z drugiej poł. XIX w.
- kaplica-dzwonnica pw. Chrystusa Króla, pochodzi z 1698 r. z XVII wieku. Obiekt jest barokową, murowaną budowlą z cegły, na rzucie ośmioboku. W dolnej części przylega do niej cylindryczna klatka schodowa. Pomieszczenie w przyziemiu nakryte jest sklepieniem kolebkowym z lunetami. Budowla zwieńczona jest ośmiobocznym hełmem z latarnią. Inskrypcja na wieży głosi: "W roku 1689 zbudowano ten obiekt na mój własny koszt za zezwoleniem mojego miłościwego pana, ku chwale Boga i zwierzchnictwa i na wieczna pamiątkę o mnie, Heinrich(u) Hoffmann, obecnym sołtysie dziedzicznym i sądowym".
- karczma, ul. Szkolna, z pierwszej poł. XIX w.

inne zabytki:
- młyn z XIX wieku
- dwa krzyże pokutne z czasów wojny trzydziestoletniej
- grodzisko w Przedmościu stanowisko 1. należy do ciekawszych obiektów grodowych plemienia Dziadoszan. Wkomponowane w naturalną kępę okoloną od strony północnej dawnym meandrem nurtu Odry, posiadało dwuczłonowe założenie. Pierwszy człon posiadał majdan o powierzchni około 0,08 ha. Otoczony wałem o szerokości około 14 m przy podstawie i zachowanej wysokości do około 2,5 m. Natomiast drugi człon posiadał powierzchnie około 1,5 ha, otoczoną wałem zewnętrznym. Całe to założenie otoczone wspólną fosą posiadało wyjątkowo dogodne warunki obronne. Obecnie w pobliżu przepływa rzeka Czarna, dopływ Odry, co sprawia, że i dzisiaj w wilgotnych porach roku jest trudno dostępne. Należy również podkreślić, iż grodzisko w Przedmościu, posiadało wyjątkową pozycję wśród innych grodzisk wchodzących w domenę Dziadoszan. Wobec tego można przypuszczać, że dwuczłonowe założenie oraz centralne usytuowanie wśród innych grodów w okresie plemiennym, podkreślało, jak można sądzić jego dominację na tym terenie.

W okolicach Przedmościa wykopano dwa narzędzia pochodzące z epoki neolitycznej.

## Piłka nożna
We wsi funkcjonuje drużyna piłkarska LZS Sparta Przedmoście. Założona w 1959 roku drużyna ma w swojej historii kilka sukcesów, takich jak występy w IV lidze i zdobycie Pucharu Polski na szczeblu województwa legnickiego.

## Drogi i ulice
Przez wieś przechodzi droga wojewódzka nr 292, która przyjmuje nazwę Szkolna i Grodowiecka. Główną ulicą jest ulica Długa, która ciągnie się przez całą długość wsi.

## Edukacja
- Zespół Szkół w Przedmościu ul. Szkolna 3

## Obiekty sportowo-rekreacyjne
- hala sportowa (przy zespole szkół)
- boisko sportowe (naprzeciwko zespołu szkół)